# さよならピアノソナタ
『さよならピアノソナタ』は、杉井光による日本のライトノベル。イラスト担当は植田亮。電撃文庫（メディアワークス→アスキー・メディアワークス）より2007年11月から2009年10月まで刊行されていた。メディアミックスとして、赤坂アカによるコミカライズが『電撃マオウ』にて連載された。2015年10月時点でシリーズ累計部数は30万部を記録している。
音楽評論家を父に持つ男子高校生桧川直巳と、音楽界から突然失踪した若き天才少女ピアニスト蛯沢真冬との出逢いから始まる、青春恋愛小説である。主人公たちがロックバンドを組んで活動する物語であり、また蛯沢真冬以外にも登場人物にクラシック音楽の関係者が多いこともあり、全編にわたって実在するロックとクラシックの様々な音楽が作品に関わってくる。

## 登場人物
桧川直巳（ひかわなおみ）
本作の主人公。女っぽい名前という理由で普段は「ナオ」の愛称で呼ばれる。音楽評論家の息子である、ごく普通の男子高校生。音楽鑑賞と機械いじりが趣味のインドア派で、楽器はかじったことがあるもののほとんど演奏したことがなかった。海辺のゴミ捨て場で出逢った真冬と、新学期の高校で再会し、ひょんなことからギター演奏で勝負することになり、それをきっかけにしてバンドへとのめり込んでいく。パートはベースギター、ヴォーカル。アリアプロIIに自分で手を加えた物を使用。演奏技術は、作中での成長はかなり見られるものの、他のメンバーと比べて低い。詳述されていないが歌唱力はかなりあるものと見られる。また父親から評論の原稿を任されてしまうことが多々あり、実際に、作中に登場する多くの音楽関係者から、その評論家としての能力が認められている。
ちなみに、本名が明かされたのは2巻である（一巻の口絵では『桧川ナオ』と表記）。
使用しているベースはアリアプロIIのMAB-60を改造したものである。
蛯沢真冬（えびさわまふゆ）
本作のヒロイン。大指揮者の娘で、自身も東欧の国際コンクールでの史上最年少優勝経験を持つ天才ピアニスト。ハンガリー人を母親に持つ、ハーフの美少女。あとがきにおいて、グレン・グールドがモデルであることが公言されている。バッハを中心としたレパートリーや、リズムが正確ながら批判を受けやすい奏法などがモデルと共通している。ある理由からピアノを弾かなくなり、かわりにエレクトリックギターを弾くようになる。直巳と同じ高校に転校してくるが、当初は他者に対して非常に閉鎖的で攻撃的な態度をとっていた。直巳とのギター勝負を通じて徐々に打ち解け、バンドに加入する。バンド名「フェケテリコ」（ハンガリー語で「クロウタドリ」を意味する。ビートルズの「Blackbird」に出てくる鳥）は彼女の命名。パートはギター。フェンダー・ストラトキャスターの60年代ヴィンテージモデルを使用。
相原千晶（あいはらちあき）
直巳の幼なじみで、小学校から高校に至るまですべて同じクラスに所属していたという腐れ縁の相手。中学生時代は柔道に熱中しており、県大会にまで出場するほどの実力者だったが、腰を痛めて引退する。神楽坂響子に出逢って一目惚れし、必要とされるバンドメンバーになるために楽器を始める。明るくひたむきな性格で、わずか半年で響子にも認められるほどの腕に成長した。パートはドラムス。直巳には明らかに好意を持っているが、伝えられず、気づいてもらえてもいない。
神楽坂響子（かぐらざかきょうこ）
直巳たちの高校の一学年上の先輩。民俗音楽研究部の部長で、バンドリーダー。革命家を自称する奇矯な人物で、校内でも非常に有名な人物である。弁が立ち、高い演奏技術と歌唱力を兼ね備え、男女を問わず惚れっぽい。真冬を自分のバンドに引き込むために、直巳にベースギターの手ほどきをし、ギター勝負において勝算を立てた。最終的に上記三人をメンバーとして獲得しバンド設立に至る。パートはギター、ヴォーカル。黒のギブソン・レスポールを使用。これはバイト先の店長の弱みを握って奪ったものと思われていたが、短編集で真相が明らかにされた。
桧川哲朗（ひかわてつろう）
直巳の父親。音楽評論家（業界ゴロという説もある）。直巳が六歳のときに離婚しており、家事その他一切を直巳に依存している生活能力欠如者。蛯沢千里とは高校・大学時代の同期生である。主要登場人物の中では唯一、挿絵に描かれていない。
蛯沢千里（えびさわちさと）
真冬の父親。国際的に認められた指揮者。アメリカを中心に活動していると見られ、シカゴやボストンの楽団の常任指揮者を歴任している。哲朗とは同期である。やはり離婚経験を持つ。哲朗によりエビチリというあだ名が付けられ世間に広まっている。
ジュリアン・フロベール
世界的に有名な天才少年ヴァイオリニスト。「ユーリ」の愛称がある。蛯沢千里とともにアメリカを演奏旅行で回っていたことがあり、真冬とも浅からぬ仲である。日本語にかなり堪能。少女とよく間違えられる美貌の持ち主で、有名人であることを隠すための変装と称してよく女装している。

## 既刊一覧

### 小説
- 杉井光（著）・植田亮（イラスト）、メディアワークス→アスキー・メディアワークス〈電撃文庫〉、全5巻
  - 『さよならピアノソナタ』、2007年11月10日発売[4]、ISBN 978-4-8402-4071-0
  - 『さよならピアノソナタ2』、2008年3月10日発売[5]、ISBN 978-4-8402-4195-3
  - 『さよならピアノソナタ3』、2008年8月10日発売[6]、ISBN 978-4-04-867182-8
  - 『さよならピアノソナタ4』、2008年12月10日発売[7]、ISBN 978-4-04-867429-4
  - 『さよならピアノソナタ encore pieces』、2009年10月10日発売[8]、ISBN 978-4-04-868078-3

### 漫画
- 杉井光（原作）・植田亮（キャラクター原案）・赤坂アカ（作画） 『さよならピアノソナタ』 アスキー・メディアワークス〈電撃コミックス〉、全3巻
  1. 2011年7月27日発売[9]、ISBN 978-4-04-870704-6
  2. 2012年2月27日発売[10]、ISBN 978-4-04-886295-0
  3. 2012年8月27日発売[11]、ISBN 978-4-04-886820-4